# Grammichele
Grammichele – miejscowość i gmina we Włoszech, w regionie Sycylia, w prowincji Katania.
Według danych na rok 2004 gminę zamieszkiwało 12 661 osób, 422 os./km².

## Linki zewnętrzne

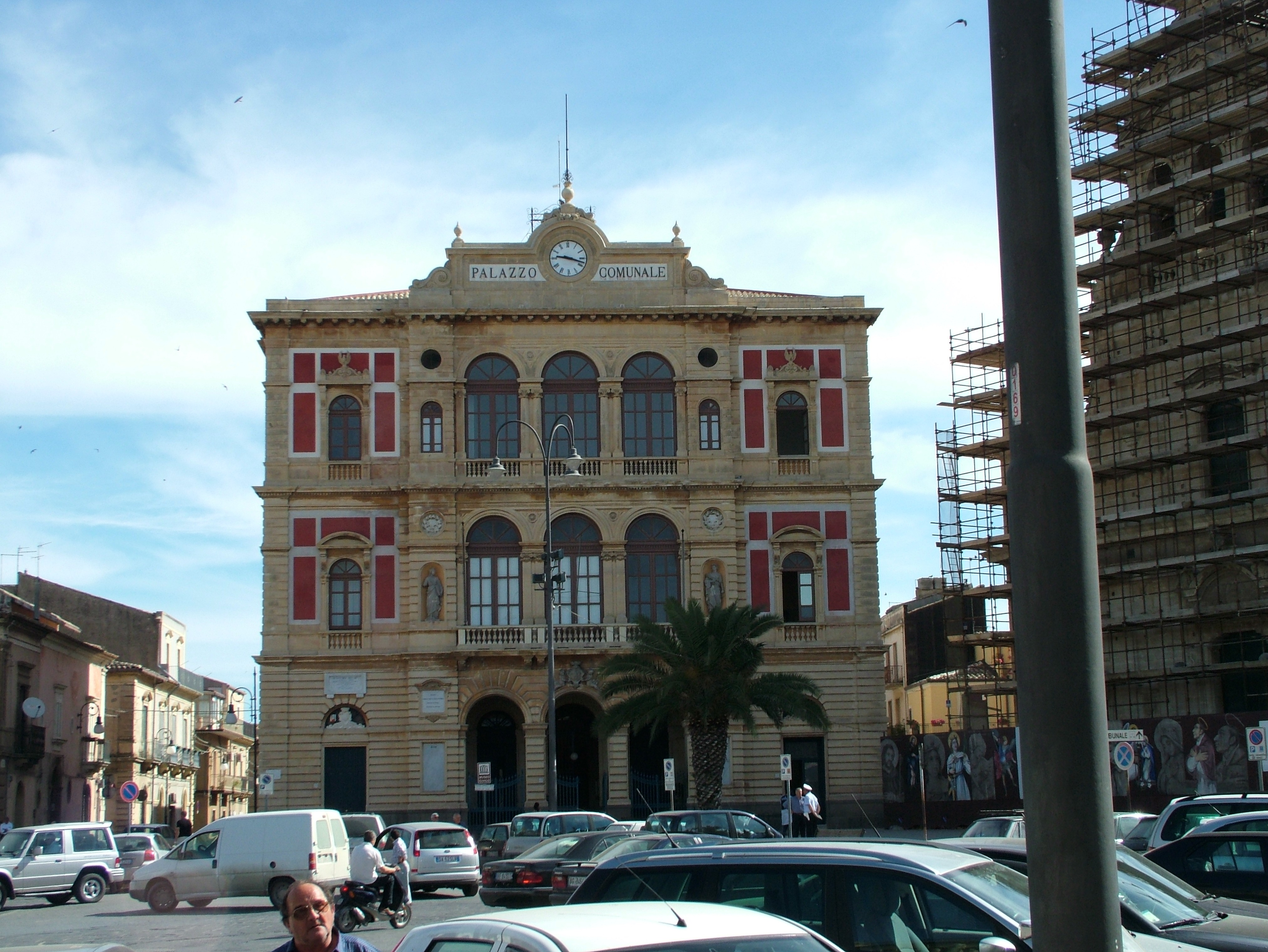
Ratusz